# Largo al factotum
Largo al factotum (Abran paso al factótum) es un aria de la ópera El barbero de Sevilla de Gioacchino Rossini, interpretado en la primera aparición del personaje titular en el Acto Primero Escena III. Las repeticiones de "Figaro" antes de la sección final de "patter" son un ícono en la cultura popular del canto operístico. El término "factotum" se refiere a un sirviente o criado general y proviene del latín donde literalmente significa "[el que hace todo]."
Debido al uso constante de corcheas en una métrica de 6
8 con un tempo allegro Vivace, se considera que esta es una de las piezas más difíciles de interpretar para la voz de barítono. Esto, junto con la letra complicada en algunas de las líneas, insistiendo en superlativos italianos (siempre acabando en "-issimo"), la ha hecho una pièce de résistance en la que un barítono hábil tiene la posibilidad de destacar todas sus habilidades.

## Letra
El libreto de la ópera fue escrita por Cesare Sterbini. El texto del aria es:
| Italiano | Español |
| --- | --- |
| Largo al factotum della città. Presto a bottega che l'alba è già. Ah, che bel vivere, che bel piacere per un barbiere di qualità! di qualità! | Abran paso al factótum de la ciudad, que se apresura hacia su bodega, que ya ha amanecido. ¡Ah, qué vida tan agradable, qué fino placer para un barbero de calidad! |
| Ah, bravo Figaro! Bravo, bravissimo! Fortunatissimo per verità! | ¡Ah, Fígaro es grande! ¡Grande, el más grandioso! ¡Ciertamente muy afortunado! |
| Pronto a far tutto, la notte e il giorno sempre d'intorno in giro sta. Miglior cuccagna per un barbiere, vita più nobile, no, non si da. | Listo para hacer de todo, noche y día, siempre en movimiento. Una vida más cómoda, una vida más noble, no se pueden tener. |
| Rasori e pettini lancette e forbici, al mio comando tutto qui sta. V'è la risorsa, poi, del mestiere colla donnetta... col cavaliere... | Navajas y peines, lancetas y tijeras, bajo mi mando todo lo está. Estas son las herramientas de mi oficio con las doncellas... con los caballeros... |
| Ah, che bel vivere, che bel piacere per un barbiere di qualità! di qualità! | ¡Ah, qué vida tan agradable, qué fino placer para un barbero de calidad! |
| Tutti mi chiedono, tutti mi vogliono, donne, ragazzi, vecchi, fanciulle: Qua la parrucca... Presto la barba... Qua la sanguigna... Presto il biglietto... Tutti mi chiedono, tutti mi vogliono, Qua la parrucca, presto la barba, Presto il biglietto, ehi! | Todos me buscan, todos me necesitan, mujeres, muchachos, ancianos, doncellas: Aquí está la peluca... está lista la barba... Aquí la hemorragia... La nota está lista... Todos me buscan, todos me necesitan, Aquí está la peluca, está lista la barba, La nota está lista, ¡hey! |
| Figaro! Figaro! Figaro!, ecc. Ahimè, che furia! Ahimè, che folla! Uno alla volta, per carità! Figaro! Son qua. Ehi, Figaro! Son qua. Figaro qua, Figaro là, Figaro su, Figaro giù.                                                                          | ¡Fígaro! ¡Fígaro! ¡Fígaro! etc. ¡Válgame, qué furia! ¡Válgame, qué turba! ¡Uno a la vez, por favor! ¡Fígaro! Estoy aquí ¡Hey, Fígaro! Estoy aquí Fígaro aquí, Fígaro allá Fígaro arriba, Fígaro abajo                                                                            |
| Pronto prontissimo son come il fulmine: sono il factotum della città. | Rápido, rapidísimo, soy como el relámpago: soy el factótum de la ciudad. |
| Ah, bravo Figaro! Bravo, bravissimo; a te fortuna non mancherà. | ¡Ah, Fígaro es grande! ¡Grande, el más grandioso! ¡Nunca te faltará la suerte! |
| Sono il factotum della città! | ¡Soy el factótum de la ciudad! |